# La Cruz (Chile)
La Cruz es una comuna de Chile, ubicada en la Provincia de Quillota, Región de Valparaíso, en la zona central de dicho país. Es parte de la Conurbación del Gran Quillota junto a las comunas de Quillota y La Calera. 
Se autodenomina Capital Nacional de la Palta, a la cual se le considera como Oro verde, ya que el cultivo de paltas es la principal actividad económica de la comuna.[cita requerida]
Posee un alto índice de calidad de vida y una muy baja vulnerabilidad, en donde el Gobierno Regional de Valparaíso y el INE destacan a La Cruz como la comuna con menor vulnerabilidad y mejor calidad de vida de la Región de Valparaíso, en un estudio que considera más de 31 variables, dentro de las cuales se encuentra el Componente Ambiental, Educación, Trabajo, Seguridad, Demográfico, Salud, Vivienda, entre otros.

## Historia
La historia de La Cruz se encuentra asociada al ferrocarril. Es así que Francisco Astaburoaga en 1899 en su Diccionario Geográfico de la República de Chile: 193  se refiera a esta estación:

Cruz (Estación de la).-—En el ferrocarril de Valparaiso á Santiago, situada á seis kilómetros hacia el N. de la ciudad de Quillota y en su mismo departamento. Sus contornos, que confinan con la margen izquierda del río Aconcagua, son bastante fértiles y amenos.

Igualmente, el geógrafo Luis Risopatrón describe La Cruz en su libro Diccionario Jeográfico de Chile en el año 1924:: 267 

Cruz (Estación de ferrocarril La) 32° 50' 71° 15'. Con un pueblo formado a su alrededor, que cuenta con servicio de correos i escuelas públicas, se encuentra en la márjen E del curso inferior del rio Aconcagua, a 174 m de altitud, a 5 kilómetros hácia el S de la estación de La Calera i a 6 km al N de Quillota, en la línea a Valparaíso.

## Medio ambiente

### Geomorfología y componentes abióticos

Trazado simplificado de los ecosistemas y cuerpos de agua presentes en la comuna de La Cruz.

La comuna de La Cruz se encuentra emplazada en las unidades geomorfológicas de Cordones transversales, Llanos de sedimentación fluvial o aluvional y Cordillera de la costa; y presenta según la clasificación climática de Köppen clima mediterráneo de lluvia invernal (Csb) y clima mediterráneo de lluvia invernal de altura (Csb (h)). Esta además se halla entre las cuencas hidrográficas de Costeras del río La Ligua y río Aconcagua y río Aconcagua. Además, la comuna posee diversos cuerpos de agua, entre los que se destacan el río Aconcagua.

### Componentes bióticos
Dentro del territorio de la comuna se pueden hallar los siguientes ecosistemas:   
- Bosque esclerófilo mediterráneo costero donde predominan Cryptocarya alba y Peumus boldus (Vulnerable)
- Bosque esclerófilo mediterráneo costero donde predominan Lithrea caustica y Cryptocarya alba (Casi amenazado)

### Medidas de protección ambiental y conflictos socioambientales
Hasta 2022, la comuna de La Cruz cuenta con las siguientes zonas que poseen algún nivel de protección ambiental:  
- Humedal Mayaca (Humedal urbano)[13]
- La Campana - Peñuelas (Reserva Biósfera)[14]

- río Aconcagua (Sitios ERB)[15]

## Demografía

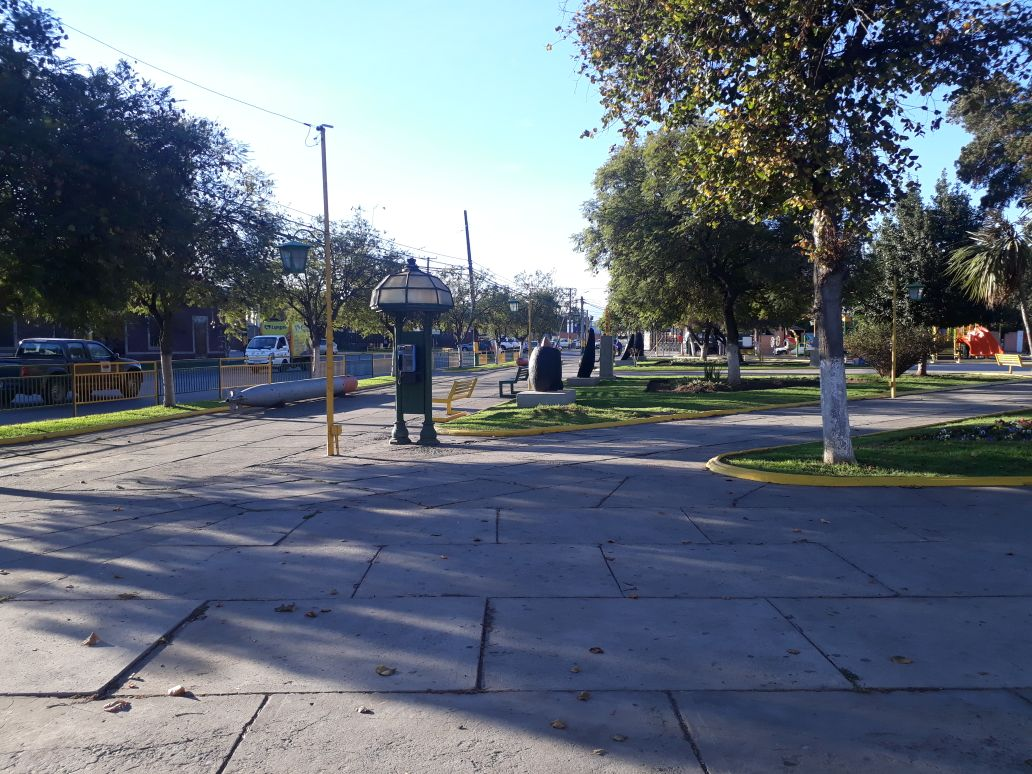
Plaza de La Cruz

Según los datos recolectados en el censo del año 2017 del Instituto Nacional de Estadísticas, la comuna posee una superficie de 78,2 km² y una población de 22.098 habitantes, de los cuales 11.442 son mujeres y 10.656 son hombres.
La Cruz acoge al 1,22 % de la población total de la región. De acuerdo al censo de 2002, un 17,43 % (2.240 habitantes) correspondía a población rural y un 82,57 % (10.611 habitantes) a población urbana.

## Administración

### Municipalidad
La Ilustre Municipalidad de La Cruz es dirigida, desde el 28 de junio de 2021, por la alcaldesa Filomena Navia Hevia (PS), quien asumió tras ganar las elecciones municipales del 16 de mayo a la hija de la alcaldesa que se mantuvo por 20 años, Maité Larrondo Laborde (UDI).
La alcaldesa es asesorada por los concejales:
- Rolando Arcos Arredondo (PRSD)
- Hernán Anguita Arriagada (PS)
- Paolo Sanhueza Beretta (UDI)
- Jaime Ponce Vera (Ind./UDI)
- Eunice Navia Barboza (PS)
- Alejandra Espinoza Díaz (Independiente)

### Representación parlamentaria
A nivel parlamentario, la comuna pertenece al Distrito Electoral n.º 6 y a la VI Circunscripción Senatorial (Región de Valparaíso). Es representada en la Cámara de Diputados y Diputadas del Congreso Nacional por los diputados Diego Ibáñez (CS), Francisca Bello (CS), Nelson Venegas (PS), Carolina Marzán (PPD), Andrés Longton (RN), Camila Flores (RN), Chiara Barchiesi (PRCh) y Gaspar Rivas (PDG) en el periodo 2022-2026. A su vez es representada en el Senado de Chile por los senadores Francisco Chahuán (RN), Kenneth Pugh (RN), Ricardo Lagos Weber (PPD), Isabel Allende (PS) y Juan Ignacio Latorre (RD).

## Economía
La Cruz se sustenta principalmente por la agricultura (cultivos de paltas y chirimoyas) y la floricultura. 
El clima de La Cruz se caracteriza por presentar en invierno una época de lluvias y en verano hay una ausencia de estas, acompañada de una leve sequía que dura hasta la vuelta del invierno, lo que permite la presencia de una rica cantidad y variedad de flora y fauna. Gracias a este clima, es que en la comuna se destaque la producción de frutas y hortalizas. Es así como se le conoce como la Capital Nacional de la palta (o aguacate). También es una de las principales comunas productoras de la chirimoya, un apetecido fruto de cáscara verde y carne blanca (solamente superada por Quillota).
En 2018, la cantidad de empresas registradas en La Cruz fue de 548. El Índice de Complejidad Económica (ECI) en el mismo año fue de -0,32, mientras que las actividades económicas con mayor índice de Ventaja Comparativa Revelada (RCA) fueron Cultivos Hidropónicos y Hortalizas en Invernaderos (448,24), Cultivo de Plantas Aromáticas o Medicinales (163,03) y Cultivo de Porotos o Frijol (88,38).

### Turismo
Existen sectores de interés turístico como Pocochay y Lo Rojas, los cuales ofrecen un paisaje distinto a otros lugares. En el sector de Pocochay se encuentra la Virgen María Auxiliadora de Pocochay, la cual congrega a una gran cantidad de fieles el día de su festividad que es el 15 de agosto. Además, existe una variedad de viveros frutales y ornamentarles. En el sector de Lo Rojas existen un número importante de plantaciones de paltos, además de ser un lugar atractivo por sus paisajes y por la hospitalidad de su gente. En las cercanías, es de interés también el puente colgante de Lo Rojas, el cual fue terminado de remodelar el año 2007. Los sectores mencionados ofrecen lugares ideales para caminatas y paseos en bicicleta.
Un itinerario turístico de interés local que también recrea la historia de la comuna, es el que recorre lugares como: 
- Fábrica de aceite de palta "Alimentos Manqueley", Planta productora que posee un tour de visita donde se puede observar el proceso de producción e historia de dicho producto.
- Agroindustria "Hans Behn", única instancia productora y comercializadora de alcaparras a nivel nacional.
- Museo Antiguo "Registros del Ayer", ubicado en el sector de Palmilla, y que muestra vestigios de la antigua fábrica de cemento que funcionó en la comuna hasta 1930, además de una colección de vehículos antiguos y pertenencias de la familia que habita allí desde antiguo. El sector de La Palmilla cuenta también con un taller de pintura y una tienda de productos mexicanos.
- Agrofergo, lugar dedicado a la apicultura, en donde se ofrece instrucción sobre esta actividad, así como oportunidades de explorar una mini granja educativa y de visitar viveros de plantas y adquirir sus productos.[19]

## Cultura
La Biblioteca Municipal Camilo Henríquez, que fue creada en 1954, por los miembros del Círculo Cultural Camilo Henríquez es gratuita. Posee más de 12.000 libros. Tiene sala multimedia (TV, DVD, proyector, rincón infantil y amplias salas, está orientada a toda la comunidad, especialmente a los jóvenes y niños. Se encuentra ubicada a metros de la plaza comunal.
otros logros es La Casa Comunal de la Cultura que imparte gratuitamente talleres de danza, teatro, canto, malabarismo, energética, cocina internacional y resposteria, entre otros. Un proyecto pionero en Chile es el taller integral para niños y jóvenes con Síndrome de Down, que integra las áreas de expresión corporal, relajación y actividades lúdicas. Constantemente se encuentra exhibiendo obras de arte de las más diversas áreas, tanto de artistas locales como regionales.
Círculo Cultural Camilo Henríquez, nacen dos de las instituciones más grandes e importantes del adulto mayor dentro de la comuna: Sergio Mardones de La Barra y Padre Ramiro Ávalos, el presidente del Círculo Cultural Camilo Henríquez es el señor Fernando Parra Henríquez.
La Municipalidad cuenta con un sitio web (lacruz.cl) donde se entrega información del quehacer municipal y de los servicios y trámites que se realizan. Este medio sirve también para mantener una constante y fluida comunicación con los vecinos respecto a los adelantos y progresos que se producen. La comuna cuenta con Wi Fi gratuito y de libre acceso en su plaza comunal mediante la señal PLAZA.
El Museo Histórico, inaugurado el 13 de octubre de 2002 desarrolla charlas históricas, viajes culturales para la comunidad, clases de historia comunal en los colegios, visitas a sitios arqueológicos y cuenta con una variada muestra de artículos y fotografías. En él se albergan hallazgos de nuestros antepasados encontrados en la comuna, además de la historia de La Cruz.
La Orquesta Sinfónica Infantil-Juvenil de la Cruz, Ensamble Temporía, dirigida por la Licenciada en Ciencias, Artes Musicales y Pedagogía de la Pontificia Universidad Católica de Valparaíso, Karina Zelaya Escobar, nace en 1996 al alero del Círculo Cultural Camilo Henríquez de La Cruz, como taller de iniciación musical con metodología Orff y Kodaly para niños de esta comuna. Desde el 2001 es una Orquesta independiente que se autogestiona, adscrita a la Fundación de Orquestas Juveniles e Infantiles de Chile. Actualmente la Orquesta está compuesta por 40 integrantes de entre 6 y 22 años de edad, pertenecientes a familias de La Cruz, La Calera, Quillota, Nogales y El Melón. Se han presentado en importantes escenarios de la región y del país, invitados por su excelente calidad musical en Conciertos de Gala, Pedagógicos, de Solidaridad y como artistas invitados en muchos eventos. El año 2004, el Consejo Nacional de La Cultura y las Artes, "Fondart Regional", una vez más en la Orquesta y cumple el anhelo de convertirse en la primera "Orquesta Sinfónica Infantil de La Provincia de Quillota" y además, La Fundación de Orquestas Juveniles e Infantiles de Chile, los beneficia con un proyecto de fortalecimiento para apoyar su labor. El año 2005, luego de un concurso nacional, se ubica dentro de las ocho mejores orquestas de Chile, quienes se reunieron en el cuarto Festival de Orquestas que se desarrolló en julio, en el Teatro Municipal de Santiago. En el año 2006, ratifican lo logrado ya hace dos años y por tercera vez consecutiva son destacados como una de las ocho mejores agrupaciones del país lo que los acredita para participar en el 5.º Festival de Orquestas infantiles y juveniles de Chile, desarrollado el 27 de agosto de 2006, logro que evidencia el desempeño, la dedicación y el esfuerzo de cada uno de los integrantes en estos diez años de historia musical. Ratificando la calidad musical de la agrupación, en diciembre de este mismo año, son invitados a participar en la Ceremonia Ecuménica de Navidad, que se celebra tradicionalmente en el Patio de Los Cañones del Palacio de La Moneda. El año 2007 son nuevamente invitados al festival del teatro municipal de Santiago. Actualmente la orquesta ensaya todas las semanas en el liceo San Isidro, ubicado en el paradero 11 de la ciudad.

## Servicios públicos

### Educación
En los últimos años la educación de la comuna ha experimentado un cambio trascendental en infraestructura y logros pedagógicos. Se han construido salas de clases, nuevos servicios higiénicos, patios de juegos, techado de las multicanchas deportivas, recambio de mobiliario y pizarras interactivas. Se han integrado los jardines municipales que atienden niños de 3 a 5 años. Se cuenta, además, con tres salas cunas ubicadas en el colegio Leonardo Da Vinci, Bolonia y María Alonso Chacón. A partir del año 2007 se imparten clases de computación, educación física e inglés, con profesores especializados en la materia desde el nivel de jardín infantil hasta cuarto medio, programa pionero en la educación municipalizada. Los alumnos cuentan con talleres de SIMCE y PSU para reforzar sus aprendizajes. Además del programa de estudios estipulado por el ministerio los alumnos cuentan con talleres de banda instrumental, arte, rock, balonmano, tenis de mesa, catequesis, danza, ajedrez, folclore, fútbol, voleibol, básquetbol.
En la comuna se encuentran los siguientes establecimientos de Educación Básica y Media:
- Colegio Bolonia (Municipal): Sala cuna, jardín infantil, Enseñanza pre-básica, Enseñanza básica y Educación de adultos.
- Colegio Domingo Santa Cruz Wilson (Municipal): Jardín infantil, Enseñanza pre-básica y Enseñanza básica.
- Colegio Leonardo da Vinci (Municipal): Sala cuna, Jardín Infantil, Enseñanza pre-básica, Enseñanza básica, Enseñanza media y Educación de adultos.
- Colegio Lo Rojas (Municipal): Jardín infantil, Enseñanza pre-básica y Enseñanza básica.
- Colegio María Alonso Chacón (Municipal): Sala cuna, Jardín infantil, Enseñanza pre-básica , Enseñanza básica y educación de adultos.
- Liceo San Isidro (Fundación ODEC): Enseñanza pre-básica, Enseñanza básica y Enseñanza media.
- Escuela Anny School (Particular): Enseñanza básica.
- Liceo Técnico Agrícola Obispo Rafael Lira Infante (Particular subvencionado): Enseñanza media técnico profesional.

La apuesta en estos últimos años ha sido ampliar la cobertura educacional desde sala cuna hasta educación de adultos, mejorar los aprendizajes y brindar a los niños de La Cruz que asisten a los colegios municipales las mismas oportunidades que aquellos que asisten al sistema particular.

### Salud
El centro de salud local ha experimentado desde el año 2001 una profunda transformación en áreas de infraestructura, equipos médicos y una mayor dotación de personal de atención, lo que lo sitúan entre los mejores de la región.
Posee especialistas en el área de Pediatría y Ginecología, atiende de lunes a sábado. Cuenta con psicólogos, kinesiólogos, nutricionistas, matronas, los que trabajan brindando una atención integral para todos los habitantes de la comunidad.
Cuenta con programas de atención de salud pioneros a nivel país como son reparto de interconsultas a domicilio, visita a enfermos postrados, mamografías, prótesis dental, ecografías, provisión de lentes.

## Deportes

### Fútbol
La comuna de La Cruz ha tenido a dos club participantes en los Campeonatos Nacionales de Fútbol en Chile.
- Deportivo Riquelme (Cuarta División de Chile 2000)
- Club Deportivo Lo Rojas(Nacional Femenino 2024)

## Medios de comunicación

### Televisión
Abierta
- 2 La Red (nacional)
- 4 Agro TV (local)
- 6 TVN Red Valparaíso (regional)
- 7 Telecanal (nacional)
- 8 Canal 13 Valparaíso (regional)
- 9 Canal 13 (nacional)
- 10 Chilevisión (nacional)
- 11 Mega (nacional)
- 12 Televisión Nacional de Chile (nacional)

De paga
- 9 (VTR): TV Chile Quinta
- 99 (VTR): ETV

### Radioemisoras
Las radios que se pueden encontrar en La Cruz son las siguientes:
Locales
- Radio Quillota
- Radio La Calera
- Radio Cosmos
- Radio Crystal FM
- Radio Raudal FM
- Radio Beat FM
- Radio Libra FM
- Radio Nexo AM

Nacionales
- FM Okey
- Radio Carnaval
- Radio Universidad Técnica Federico Santa María
- www.culturatv.cl (radio en línea)